# Olympische Sommerspiele 1956/Gewichtheben – Federgewicht (Männer)
Bei den Olympischen Spielen 1956 in der australischen Metropole Melbourne wurde am 23. November im Royal Exhibition Building das Gewichtheben im Federgewicht für Männer ausgetragen.
Es gewann der US-Amerikaner Isaac Berger vor dem Sowjetrussen Jewgeni Minajew sowie dem Polen Marian Zieliński.
Die Athleten traten im sogenannten Dreikampf gegeneinander an. Dieser umfasste neben den heute üblichen Disziplinen Reißen und Stoßen noch das Drücken. Dabei musste der Heber das Gewicht zuerst umsetzen und dann ohne Beineinsatz zur Hochstrecke bringen.
Laut den Wettkampfbestimmungen der International Weightlifting Federation (IWF) musste das Körpergewicht jedes Boxers im Federgewicht über 56 kg und nicht mehr als 60 kg betragen.

## Teilnehmende Nationen
Insgesamt nahmen 21 Sportler aus folgenden 19 Nationen teil.
| - Australien (1) - Birma (1) - Taiwan (1) - Deutschland (1) - Indonesien (1) - Iran (1) - Italien (1) | - Japan (2) - Kanada (1) - Malaya (1) - Pakistan (1) - Philippinen (1) - Polen (1) | - Singapur (1) - Sowjetunion (1) - Südkorea (1) - Trinidad und Tobago (1) - Vereinigte Staaten (1) - Vereinigtes Königreich (2) |

## Ergebnis
Während des Wettkampfs wurden vier Rekorde aufgestellt: Der Sieger Isaac Berger stellte mit 352,5 kg (total) einen neuen Weltrekord sowie mit 107,5 kg im Reißen und 137,5 kg im Stoßen zwei olympische Rekorde auf. Der Zweitplatzierte Jewgeni Minajew stellte im Drücken mit 115,0 kg ebenfalls einen neuen Weltrekord auf.
Anmerkung: KG = Körpergewicht; V1/2/3 = Versuch 1/2/3;  Weltrekord  /  Olympischer Rekord 
| Rang | Name                 | Nation              | KG [ kg ] | total [ kg ] | Drücken [ kg ] | Drücken [ kg ] | Drücken [ kg ] | Reißen [ kg ] | Reißen [ kg ] | Reißen [ kg ] | Stoßen [ kg ] | Stoßen [ kg ] | Stoßen [ kg ] |
| Rang | Name                 | Nation              | KG [ kg ] | total [ kg ] | V1             | V2             | V3             | V1            | V2            | V3            | V1            | V2            | V3            |
| ---- | -------------------- | ------------------- | --------- | ------------ | -------------- | -------------- | -------------- | ------------- | ------------- | ------------- | ------------- | ------------- | ------------- |
| 1    | Isaac Berger         | Vereinigte Staaten  | 59,3      | 352,5        | 102,5          | 107,5          | 107,5          | 100,0         | 105,0         | 107,5         | 132,5         | 137,5         | 137,5         |
| 2    | Jewgeni Minajew      | Sowjetunion         | 59,8      | 342,5        | 107,5          | 112,5          | 115,0          | 100,0         | 105,0         | 105,0         | 127,5         | 132,5         | 135,0         |
| 3    | Marian Zieliński     | Polen               | 59,9      | 335,0        | 100,0          | 100,0          | 105,0          | 97,5          | 102,5         | 105,0         | 127,5         | 132,5         | 132,5         |
| 4    | Rodney Wilkes        | Trinidad und Tobago | 60,0      | 330,0        | 95,0           | 100,0          | 102,5          | 95,0          | 100,0         | 105,0         | 125,0         | 132,5         | 135,0         |
| 5    | Hiroyoshi Shiratori  | Japan               | 59,8      | 325,0        | 97,5           | 102,5          | 102,5          | 95,0          | 100,0         | 102,5         | 122,5         | 127,5         | 127,5         |
| 6    | Georg Miske          | Deutschland         | 59,9      | 320,0        | 95,0           | 100,0          | 102,5          | 90,0          | 95,0          | 97,5          | 120,0         | 125,0         | 125,0         |
| 7    | Tan Ser Cher         | Singapur            | 59,1      | 315,0        | 87,5           | 92,5           | 95,0           | 85,0          | 90,0          | 92,5          | 125,0         | 130,0         | 130,0         |
| 8    | Lee Gyeong-seop      | Südkorea            | 59,9      | 312,5        | 90,0           | 95,0           | 95,0           | 95,0          | 95,0          | 102,5         | 117,5         | 127,5         | 132,5         |
| 9    | Jules Sylvain        | Kanada              | 59,7      | 310,0        | 92,5           | 97,5           | 97,5           | 90,0          | 95,0          | 95,0          | 115,0         | 122,5         | 122,5         |
| 10   | Takahiro Yamaguchi   | Japan               | 60.0      | 310,0        | 87,5           | 92,5           | 95,0           | 92,5          | 97,5          | 97,5          | 125,0         | 130,0         | 130,0         |
| 11   | Maurice Megennis     | Großbritannien      | 60,0      | 307,5        | 87,5           | 92,5           | 95,0           | 87,5          | 92,5          | 95,0          | 117,5         | 122,5         | 127,5         |
| 11   | Julian Creus         | Großbritannien      | 60,0      | 307,5        | 85,0           | 90,0           | 92,5           | 95,0          | 100,0         | 100,0         | 117,5         | 122,5         | 122,5         |
| 13   | Hussain Zarrini      | Iran                | 60,0      | 305,0        | 92,5           | 97,5           | 97,5           | 92,5          | 97,5          | 97,5          | 115,0         | 120,0         | 125,0         |
| 14   | Tun Maung Kywe       | Birma               | 58,2      | 297,5        | 85,0           | 90,0           | 92,5           | 85,0          | 90,0          | 92,5          | 115,0         | 115,0         | 115,0         |
| 15   | Liem Kim Leng        | Indonesien          | 59,0      | 292,5        | 87,5           | 92,5           | 92,5           | 92,5          | 97,5          | 97,5          | 112,5         | 112,5         | 112,5         |
| 16   | Keith Caple          | Australien          | 59,6      | 287,5        | 82,5           | 87,5           | 92,5           | 82,5          | 87,5          | 90,0          | 110,0         | 115,0         | 115,0         |
| 17   | Koh Eng Tong         | Malaya              | 59,6      | 285,0        | 82,5           | 87,5           | 90,0           | 82,5          | 82,5          | 87,5          | 107,5         | 112,5         | 117,5         |
| 18   | Muhammad Bashir      | Pakistan            | 59,6      | 247,5        | 72,5           | 77,5           | 77,5           | 72,5          | 72,5          | 77,5          | 97,5          | 102,5         | 102,5         |
| —    | Rodrigo del Rosario  | Philippinen         | 59,8      | -            | 102,5          | 107,5          | 107,5          | 87,5          | 87,5          | 87,5          | 117,5         | 117,5         | 117,5         |
| —    | Lim Jose-ning        | China               | 59,6      | -            | 87,5           | 95,0           | 95,0           | 87,5          | 92,5          | 92,5          | -             | -             | -             |
| —    | Sebastiano Mannironi | Italien             | 59,3      | -            | 95,0           | 100,0          | 100,0          | 100,0         | 105,0         | -             | -             | -             | -             |